# Фонд Мафусаила
Фонд Мафусаила (англ. Methuselah Foundation) является некоммерческой организацией с заявленной целью «сделать 90-е годы жизни человека его новыми 50-ми к 2030 году» посредством тканевой инженерии и регенеративной медицины. Фонд был основан в 2003 году Дэвидом Гобелом и Обри ди Греем. Деятельность организации включает в себя:
- инкубация компаний, занимающимися проектами, связанными со здоровьем человека,[4]
- финансирование научных исследований,[5]
- предоставление фискального спонсорстваen для согласованных проектов (англ. providing fiscal sponsorship to aligned projects),[6]
- спонсирование поощряющих конкурсовen (англ. inducement prize contest).[7]

Организация названа в честь Мафусаила, который, согласно Библии, прожил 969 лет — старейший человек, чей возраст указан в Библии, ставший символом долгожительства («мафусаилов век»).
Фонд первоначально был задуман Дэвидом Гобелом в 2000 году как Longitude Prize Society в честь изданного в 1714 году в Британии «Акта Долготы» (англ. Longitude Act), который устанавливал денежное вознаграждение любому, кто изобретёт портативное, пригодное для практического использования устройство, определяющее долготу нахождения корабля. В 2003 году организация начала функционировать публично как фонд Мафусаила, присудив на 32-й встрече Американской ассоциации антистарения свою первую Мышиную Премию (Methuselah Mouse Prize) эндокринологу Анджей Бартке (Andrzej Bartke), мышь которого лишь 6 дней не дожила до своего 5-летнего юбилея — возраст, эквивалентный 180 годам человеческой жизни.

## Текущие проекты

### Methuselah Fund
Methuselah Fund был создан как LLCen дочернее общество Фонда Мафусаила, чтобы поддерживать компании на ранних стадиях их существования. Первыми компаниями, в которые были сделаны вложения, были:
- Organovo, занимающаяся 3D-биопринтингом;
- Silverstone Solutions, которая создаёт софт, помогающий медицинским организациям быстро и точно сопоставлять доноров и реципиентов при трансплантации почек (приобретена BiologicTx в 2013);[10][11]
- Oisin Biotechnologies, стремящаяся разработать метод очищения организма от сенесцентных клеток, которые считаются одной из причин старения;[12][13][14]
- Leucadia Therapeutics, работающая над методом излечения болезни Альцгеймера методом восстановления течения спинномозговой жидкости внутри черепа.[15]

### New Organ Alliance
Фонд Мафусаила фискально спонсировалen New Organ Alliance — инициативу, направленную на повышение осведомлённости людей о проблеме нехватки донорских органов и содействие её решению. В 2013 Фонд анонсировал New Organ Liver Prize — премию в один миллион долларов первой научной команде, которая сможет создать биоинженерную или регенаративную терапию, которая позволит крупному млекопитающему, с изначально сильно повреждённой печенью, нормально прожить в течение трёх месяцев.
Инициатива проводится в партнёрстве с Organ Preservation Alliance. New Organ Alliance разработал технологическую дорожную карту по мерам, необходимым для решения проблемы нехватки донорских органов. Данная дорожная карта была разработана в ходе семинара, прошедшего в мае 2015 года в Вашингтонe с последующим круглым столом в Office of Science and Technology Policyen. Программа финансируется совместно Национальным научным фондом США и фондом Мафусаила. Были сформированы два документа: «The Promise of Organ and Tissue Preservation to Transform Medicine» и «Bioengineering Priorities on a Path to Ending Organ Shortage».
В 2016 НАСА в партнёрстве с Альянсом Новых Органов объявило Vascular Tissue Challenge. При выращивании крупных тканей главной проблемой считается создание корректно функционирующей системы кровеносных сосудов. В связи с этим Vascular Tissue Challenge предлагает награду в 500 тысяч долларов, которые будут разделены между тремя первыми командами учёных, которые в лабораторной среде создадут крупную, исправно функционирующую ткань человеческого внутреннего органа с пронизывающими её кровеносными руслами.

### Премия мыши Мафусаила
Премия мыши Мафусаила («Мышиная премия»", англ. Methuselah Mouse Prize, MPrize) была создана для привлечения научного и общественного интереса к исследованиям к области борьбы со старением. Премия включает в себя два денежных приза. Первый (Longevity Prize) предназначается для команды исследователей, которая побьёт мировой рекорд по выращиванию самой долгоживущей мыши. Второй (Rejuvenation Prize) присуждается научной команде, создавшей наиболее успешную омолаживающую стратегию, применимую к уже пожилой мыши. Об учреждении Премии Мыши Мафусаила было публично объявлено Дэвидом Гобелем и Обри ди Греем в Американской Ассоциации Антистарения. Первая по счёту Мышиная премия за самую долгожившую мышь была вручена Анджею Бартке (Andrzej Bartke), мышь которого прожила эквивалент 180 человеческих лет. Первая Мышиная премия за разработку относительно успешной омолаживающей терапии досталась Стивену Спиндлеру (Stephen Spindler). В дополнение к этому, в 2009 году первая специальная награда (Special MPrize Lifespan Achievement Award) вручена Дэйву Шарпу за удлинение жизни уже пожилой мыши с помощью препарата рапамицин.
В мае 2014 года, на 43-й ежегодной встрече Американской Ассоциации Антистарения, Премия мыши Мафусаила была вручена Хьюберу Уорнеру (Huber Warner) за создание Interventions Testing Program в Национальном институте США по проблемам старения.

### Гранты на 3D биопринтинг
В 2013 году Фонд Мафусаила начал партнёрскую программу с Organovoen в целях использования их 3D-биопринтеров для научных биомедицинских исследований. В рамках этой программы Фонд взял на себя обязательство выделить не менее 500 тысяч долларов на прямое финансирование исследовательских проектов в нескольких институтах. Первыми получателями грантов стали Йельская школа медицины, UCSF School of Medicineen и Murdoch Children’s Research Instituteen.

## Прошлые проекты

### Геном гренландского кита
В 2015 году, с помощью финансирования от Фонда Мафусаила и Life Extension Foundationen, геном гренландского кита был секвенирован командой João Pedro de Magalhães в Ливерпульском университете. Гренландский кит предположительно считается самым долгоживущим млекопитающим, способным прожить более 200 лет. Целью проекта является получение исходных данных, которые позволят лучше понять механизмы, благоприятствующие долгожительству и устойчивости к возрастно-зависимым болезням. Секвенированный геном сделан публично доступным онлайн с целью содействия дальнейшим исследованиям в этом направлении.

### Organ Preservation Alliance
В 2013 году Фонд Мафусаила активно поддержал Organ Preservation Alliance — инициативу по координации усилий различных людей, направленных на решение проблемы сохранения тканей и органов. Деятельность организации включает в себя:
- Проведение саммитов по сохранению органов (Organ Banking Summits);[50][51]
- Разработку технологической дорожной карты по сохранению органов;[20]
- Создание Organ and Tissue Preservation Community of Practice совместно с American Society of Transplantationen;[52]
- Организацию семинара «Органы по требованию» (Organs on Demand) в Военной акадении США;[53]
- Совместная с экспертами статья по сохранению органов в журнале Nature Biotechnology.[22][54]
- Вклад в 5 программ по сохранению органов, созданных Министерством обороны США.[55][56]

### Supercentenarian Research Foundation
В 2006 году Фонд Мафусаила активно поддержал создание Supercentenarian Research Foundation. Организация была создана чтобы понять, почему супердолгожители — люди с возрастом более 110 лет — смогли прожить значительно дольше среднестатистических людей, и почему они всё же умирают. Всего удалось обследовать после смерти тела 8 супердолгожителей, у 6 из которых обнаружился старческий сердечный транстиретиновый амилоидоз. При этом заболевании дефектный белок забивает кровеносные сосуды, принуждая сердце работать более интенсивно, вследствие чего сердце в конечном итоге отказывает.

## Исследовательский фонд SENS
В 2003—2009 годах Фонд Мафусаила был основной организацией для проведения работ в рамках программы SENS — долгосрочной стратегии развития, разработанной Обри ди Греем. SENS программа направлена на то, чтобы остановить и повернуть вспять семь форм молекулярных и клеточных повреждений, лежащих в основе процессов старения.
В то время Обри ди Грей и Дэвид Гобель способствовали созданию исследовательских программ, смежных со SENS, в Университете Райса и в Университете штата Аризона — согласно жаргону Фонда Мафусаила, чтобы «вычистить всю эту дрянь» (англ. "getting the crud out"). Эти программы основываются на принципах восстановления окружающей среды, применяя их к «загрязнениям» в человеческих клетках. В дополнение к этому Фонд Мафусаила спонсировал серию круглых столов и конференций, а также выпуск книги «Отменить старение» (англ. Ending Aging), написанной в соавторстве Обри ди Греем и Майклом Рэем (Michael Rae).
В 2009 году деятельность вокруг SENS-программ сконцентрировалась в Исследовательском Фонде SENS, который отпочковался от Фонда Мафусаила под руководством Обри ди Грея.